# 粗柳珊瑚科
粗柳珊瑚科(學名:Plexauridae)是軟珊瑚目的一個科。此科的珊瑚都在加勒比海海域，也是少數以蟲黃藻為生的軟珊瑚，通常分佈在淺海海域。牠與一般的柳珊瑚不一樣，一般的柳珊瑚有較細的分枝和更密集的排列，此科的分枝較粗。

## 屬
- 傘粗柳珊瑚屬 Eunicea Lamouroux, 1816
- 扁粗柳珊瑚屬 Muricea Lamouroux, 1821
- 粗柳珊瑚屬 Plexaura Lamouroux, 1812
- 偽粗柳珊瑚屬 Pseudoplexaura Wright & Studer, 1889
- 對凸珊瑚屬 Swiftia Duchassaing & Michelotti, 1864

## 資料來源
1. ↑  . www.marinespecies.org.   [2023-09-10]. （原始内容存档于2023-06-01） （英语）.
2. ↑  . www.gbif.org.   [2023-09-10] （中文（臺灣））.